# یوزف کریپس
یوزف کریپس (به آلمانی: Josef Krips) (زادهٔ ۸ آوریل ۱۹۰۲ – درگذشتهٔ ۱۳ اکتبر ۱۹۷۴) رهبر ارکستر، موسیقی‌دان، و نوازندهٔ ویولن اهل اتریش بود.
کریپس مدتی استاد آکادمی هنرهای زیبای وین بود.

## رهبریِ ثابتِ ارکستر
یوزف کریپس رهبر ثابتِ چند ارکستر موسیقی بود:
- ارکستر سمفونیک لندن (۱۹۵۱–۱۹۶۰)
- ارکستر سمفونیک سان‌فرانسیسکو[۱]‏ (۱۹۶۳–۱۹۷۰)
- ارکستر سمفونیک وین[۲]‏ (۱۹۷۰–۱۹۷۳)